# Bratři z Fåglumu
Bratři z Fåglumu (švédsky Bröderna Fåglum) byla sourozenecká čtveřice cyklistů z osady Fåglum ve švédském kraji Västra Götaland. Tvořili ji Gösta Pettersson (*1940), Sture Pettersson (1942—1983), Erik Pettersson (* 1944) a Tomas Pettersson (* 1947). Jako časovkářské družstvo vyhráli amatérské mistrovství světa třikrát po sobě v letech 1967—1969, na olympiádě byli třetí v roce 1964 (místo Tomase nastoupil Sven Hamrin) a druzí v roce 1968. Individuálně byl nejlepší Gösta, který získal bronzovou medaili na mistrovství světa 1964 a olympiádě 1968, po přestupu k profesionálům skončil třetí v celkové klasifikaci Tour de France 1970, vyhrál Tour de Romandie 1970 a Giro d'Italia 1971. Kvarteto obdrželo v roce 1967 zlatou medaili Svenska Dagbladet pro nejlepšího švédského sportovce roku, v roce 2006 bylo bratrům odhaleno ve městě Vårgårda kovové sousoší. Švédskými reprezentanty v cyklistice byli také Stureho zeť Jan Bengt Peter Karlsson (bronzový v časovce družstev na olympiádě 1988) a vnuk Marcus Fåglum Karlsson (juniorský mistr země v časovce 2011 a 2012).

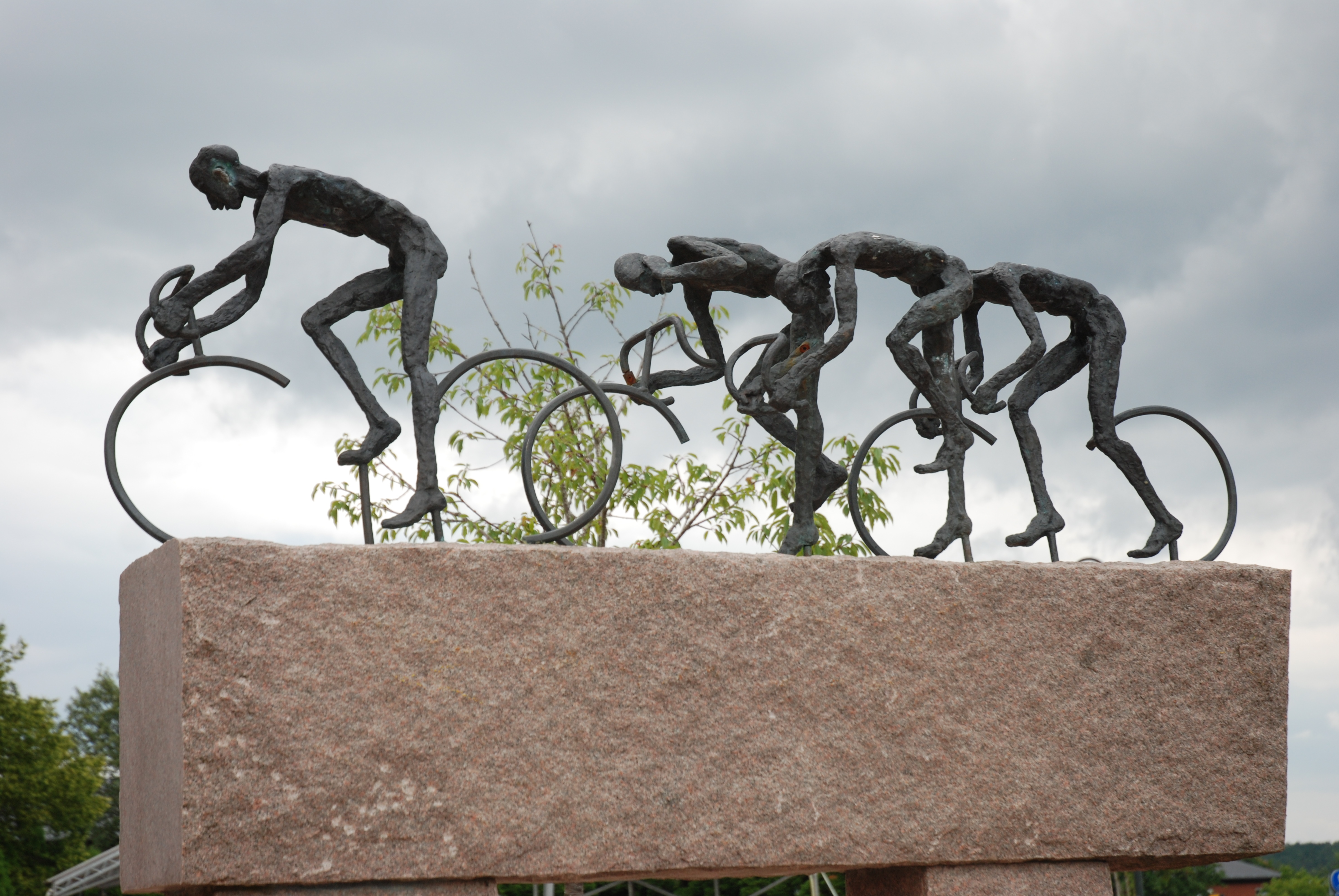
Bratři z Fåglumu.